# Hopea ultima
Hopea ultima är en tvåhjärtbladig växtart som beskrevs av Peter Shaw Ashton. Hopea ultima ingår i släktet Hopea och familjen Dipterocarpaceae. Inga underarter finns listade i Catalogue of Life.